# Eilema chasiana
Eilema chasiana là một loài bướm đêm thuộc phân họ Arctiinae, họ Erebidae.